# Релігія у Великому князівстві Литовському
Релігія у Великому князівстві Литовському — сукупність релігій, сповідуваних у Великому князівстві Литовському від середини XIII століття до 1795 рік на території сучасної Білорусі, центральної і південної частини Литви, а також частково України, Росії та Польщі.
До Кревської унії у Великому князівстві Литовському існували дві різновеликі території, що розрізняються стосовно релігії: північний захід держави зберігав традиційне язичництво (Жмудське староство, колишнє язичницьке Жемайтійське князівство), а інша частина держави була хрещена в православ'я ще в період Київської Русі. Після Кревської унії за підтримки центральної влади почалося активне поширення католицтва. З середини XVI століття під впливом Реформації у Великому князівстві Литовському поширювалися протестантські ідеї, широко сприйняті в середовищі магнатерії. 1596 року укладено Брестську церковну унію, внаслідок якої частина православних визнала владу папи римського й оформилася в особливу католицьку церкву, яка дотримувалася візантійського обряду, відому як уніатство. Серед нехристиянських релігій у Великому князівстві Литовському найпоширенішими були юдаїзм та іслам, вперше зафіксовані тут у XIV столітті.

## Язичництво

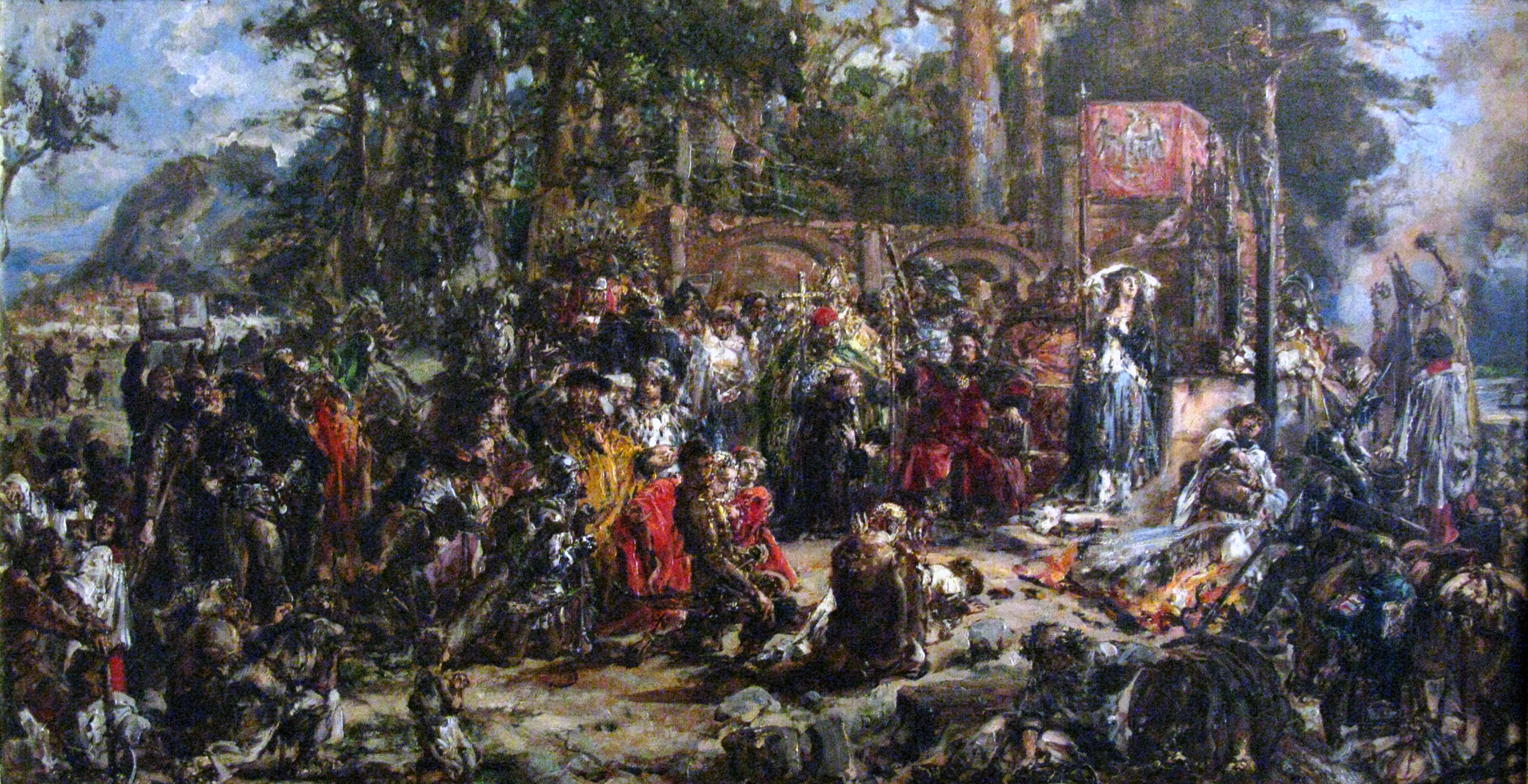
Ян Матейко. «Хрещення Литви». 1889 р.

На час утворення Великого князівства Литовського, слов'янське населення було переважно християнізоване, балтське населення переважно було язичниками. Був пантеон язичницьких божеств, теократичний звід законів. Згідно з ним дозволялося мати не більше трьох дружин. Найбільшим злочином вважалося згасання священного вогню. Як храми використовувалися давні священні гаї.
Збереглися легендарні свідоцтва про прусських і литовських верховних жерців — Криве-Кривейто, які з дохристиянських часів жили в поселенні Ромува, зруйнованому хрестоносцями. На рубежі XIII-XIV століть центр перебування верховних жерців переноситься у Вільну. Середній рівень в язичницькій жрецької ієрархії займали вайделоти, які виконували язичницькі обряди; ними могли бути як чоловіки, так і жінки. Нижче в ієрархії перебували: вуршайти (жерці непосвячені), сигоноти (рід дервішів), потиники (жерці Рагутиса), лингусони і тулусони (похоронні жерці), швальгони (весільні жерці), буртиники (народні співаки), мільдувники (жерці Мільди), путтони (ворожбити по воді), пустони (лікували подувом), вейони (віщуни за вітром), жвакони (віщуни за полум'ям і димом), сейтони (віщуни за амулетами), канну-раугіс (віщуни за сіллю і пивною піною), зільнеки (віщуни за польотом птахів), лабдариси (фокусники), звайждиніки (астрологи), юодукнигинікаси (чорнокнижники), вілкатси (перевертні, вовкулаки).

## Православ'я
Християнство східного спрямування на територіях, які згодом складали Велике князівство Литовське, поширилося ще в X столітті як державна релігія, введена київським князем Володимиром. Православна церковна структура сформувалася ще в період існування Київської Русі, вже тоді церква володіла великими земельними наділами і оформленою єпархіальною структурою. Єпархії, що існували на Русі, підпорядковувалися Київській митрополії, яка в свою чергу була підпорядкована Константинопольському патріархату. Спочатку християнізації зазнали міста, значно повільніше вона проходила в сільській місцевості, переважно християнізованій до кінця XII — початку XIII століть.
1299 року митрополичу кафедру перенесено з Києва до Владимира-на-Клязьмі, а 1325 року до Москви. Таким чином митрополит опинився на землях, підпорядкованих Орді, при цьому київська кафедра спорожніла. У зв'язку з цим 1316 року Константинопольська патріархія створила окрему Литовська митрополія з центром у Новогродку (суч. Новогрудок). Литовських митрополитів призначали нерегулярно, що було пов'язано з небажанням Константинополя розділяти православну церкву князівства Литовського і Московського. Так, після смерті митрополита Феофіла 1330 року, нового литовського митрополита призначено не було, а єпархії повернулися до складу Київської митрополії. 1354 року литовським митрополитом поставлено Романа, якому були підпорядковані турово-пінська, полоцька, галицька, володимир-волинська, луцька, холмська та перемишльська єпархії.
Після смерті Романа 1362 року нового митрополита знову не було призначено. Так тривало до 1415 року, коли з ініціативи великого князя литовського на Новгородському соборі було вирішено оголосити про незалежність православної церкви Великого князівства як від київського митрополита у Москві, так і від константинопольського патріарха. Київським митрополитом було обрано Григорія Цамблака, однак він не отримав визнання серед православного кліру і поступово втратив підтримку Вітовта. Після смерті Григорія православна церква Великого князівства Литовського була знову підпорядкована митрополиту в Москві. 1458 року відбулося остаточне розділення православної церкви: литовські єпархії підлягали митрополитові київському, катедра якого перебувала в Новогродку, а східноруські — київському з катедрою в Москві (від 1459 — Московська митрополія). 1461 року до литовських митрополитів перейшов титул митрополитів київських, галицьких і всієї Русі, а 1472 року митрополит Григорій Болгарин отримав канонічне визнання константинопольського патріарха.

## Католицизм

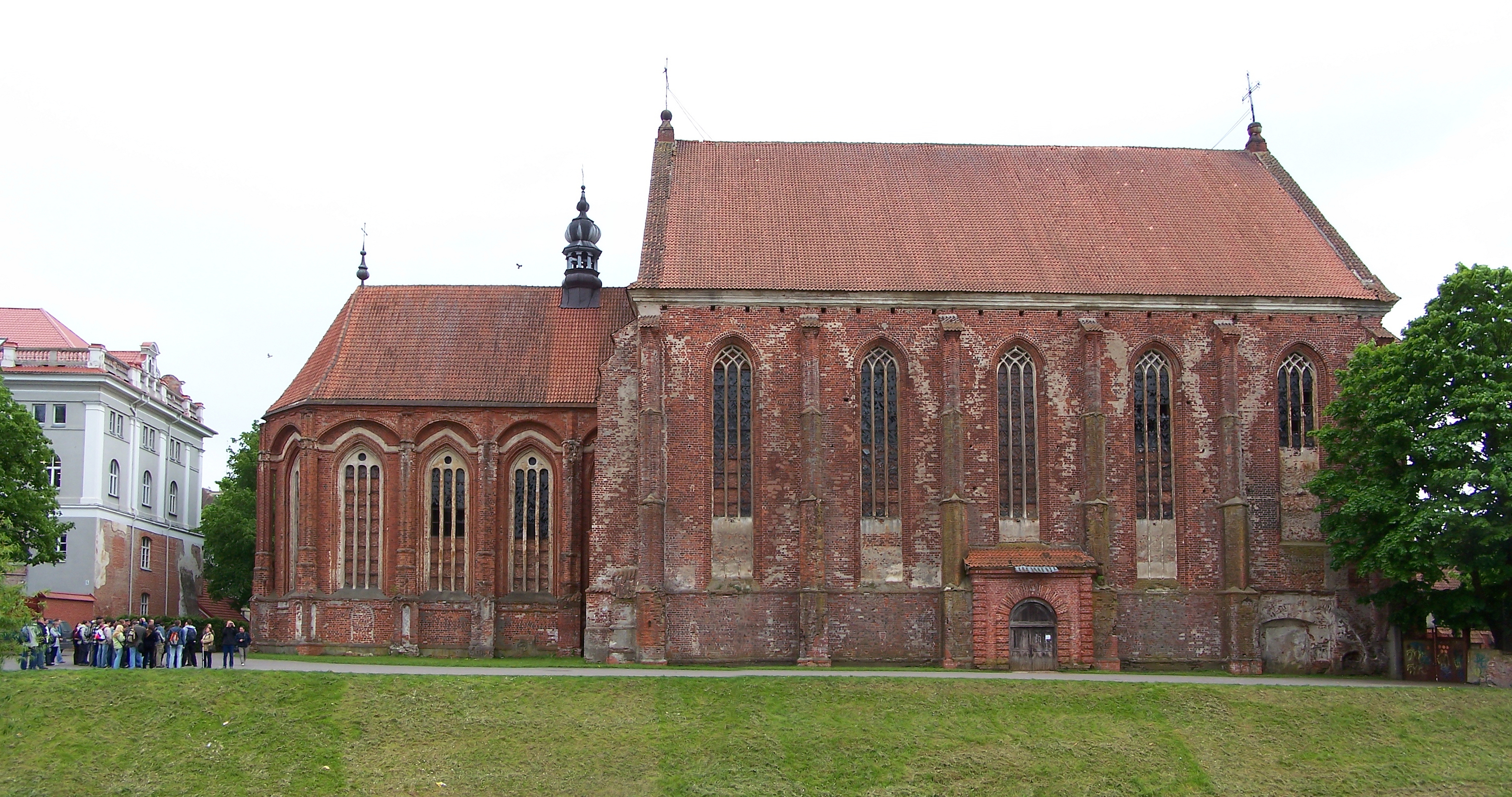
Костел святого Георгія (Каунас) в Каунасі, 1487 рік

Перша спроба введення католицтва як державної релігії відноситься ще до часів правління Міндовга. 1250 або 1251 року він прийняв хрещення, а 1252 або 1253 року прийняв королівську корону від імені папи римського Іннокентія IV, що включило Велике князівство Литовське до політичної системи католицької Європи. Восени 1253 року висвячено перших литовських католицьких єпископів: Християна, який представляв Тевтонський орден і висвячений у сан архієпископом Ризьким, і Віта, польського місіонера-домініканця, висвяченого архієпископом Гнезненським. Місія Віта виявилася безуспішною, а Християна вигнано після того, як Міндовг зрікся католицтва близько 1260 року.
Відхід Міндовга від християнства не припинив діяльність у державі католицьких місіонерів. Відомо про існування у 1320-х роках у Вільні і Новогородку по одному монастирю домініканців і францисканців. Є відомості про знаходження католицьких ченців при дворі великих князів Витеня і Гедиміна.
1375 року волинський князь Любарт-Дмитро заснував першу на землях ВКЛ Луцьку католицьку єпархію.
Активне поширення католицтва у Великому князівстві Литовському розпочалося після укладення 14 серпня 1385 року Кревської унії з Королівством Польським, за умовами якої великий князь литовський Ягайло ставав королем польським, приймав католицтво і зобов'язання хрестити за латинським обрядом язичницькі литовські землі. Услід за хрещенням Ягайла, 15 лютого 1385 року хрещено членів його двору, а також багатьох родичів, серед яких майбутній великий князь литовськийВітовт. У Вільні було засновано католицьке єпископство, від 1415 року підпорядковане гнезненському архієпископу. 12 березня наступного року заснування дієцезії затвердив папа Урбан VI.
У лютому 1387 року Ягайло повернувся в Литву. Спочатку була охрещена шляхта і просте населення столиці, навесні 1387 року охрещено населення Аукштоти, при цьому Жемайтія залишалася язичницькою. У Вільні на місці язичницького святилища було побудовано катедральний собор, а незабаром споруджено сім перших парафіяльних церков. 19 квітня 1387 року Урбан VI визнав Велике князівство Литовське католицькою державою.
1387 року Ягайло передав у власність Віленському єпископству кілька волостей з 50-60 селами, які стали першою церковною латифундією в державі. Згідно з привілеєм Ягайла від 22 лютого 1387 католицька церква отримувала повну владу в своїх володіннях щодо судових і фінансових питань, звільнялася від податків і повинностей. В грудні 1430 року Ягайло розширив цей привілей і на володіння, які церква набуде в майбутньому. До середини XVI століття Віленському єпископству належало 285 сіл і 16 містечок з близько 40 тисячами мешканців, що складало 1,5 % населення Великого князівства Литовського.
1411 року, після закінчення війни з Тевтонським орденом і укладення миру, Жемайтію було повернуто до складу Великого князівства Литовського. Побоюючись того, що Тевтонський орден використає недостатнє завзяття щодо християнізації Жемайтії з метою антилитовської пропаганди, як раніше його використовували самі литовці для пропаганди проти хрестоносців, 1413 року Ягайло і Вітовт вирушили в околиці Бетиґали, де охрестили перші групи жемайтів. 1416 року розпочато будівництво парафіяльних церков, а 23 жовтня за рішенням Констанцського собору засновано Жемайтійське єпископство.
Всього за правління великого князя литовського Вітовта було побудовано більше 30 католицьких церков. Підтримку від центральної влади отримували чернечі ордени францисканців, августинців і бенедиктинців. Проте поширення християнства серед язичників йшло повільно. Так, за підрахунками одного францисканського місіонера, до 1410 року було охрещено всього близько 20 тисяч литовців.
Державна політика Вітовта була спрямована не тільки на християнізацію язичників, але й на поширення католицтва серед православного населення. Так, Городельський привілей 1413 року підтвердив статус католицтва як державної релігії, католицька шляхта отримувала права і привілеї, яких некатолики були позбавлені. 1404 року засновано єпископство у Володимирі-Волинському (1425 року перенесено в Луцьк), після 1424 року — єпископство в Кам'янці. Єпископства ділилися на деканати, а ті в свою чергу — на парафії. Обрання єпископів перебувало в руках капітули. Від 1383 до 1550 було 12 віленських єпископів, з яких перші чотири були поляками. Від 1508 року всі єпископи походили з вищої шляхти Великого князівства.
Вітовт прагнув організувати католицьку церкву Великого князівства Литовського як самостійну церковну провінцію, але не отримав підтримки з боку папської курії. Незважаючи на адміністративну роз'єднаність, католицька церква стала опорою державної влади.

## Протестантизм
Протестантизм у Велике князівство Литовське проникає в XVI столітті, спочатку у формі вчення Лютера. Великий вплив на поширення лютеранства у Великому князівстві Литовському відігравало його утвердження як офіційної релігії в сусідньому Прусському герцогстві, навчання молоді в німецьких університетах, особливо в Лейпцизькому, відкриття університету в столиці Пруссії Кенігсберзі, а також проживання у Великому князівстві деякого числа німецьких колоністів.
Величезний вплив на поширення протестантизму мала підтримка нового вчення з боку багатої шляхти — магнатерії. Магнати прагнули до обмеження великокнязівської влади і розширення власних повноважень, чому відмова від католицизму і перехід у протестантизм з його відмовою від ідеї про божественне походження верховної влади вельми сприяли. З цієї ж причини протягом деякого часу значно більше поширення, ніж лютеранство, популярне в середовищі міщан, отримало вчення Кальвіна. Кальвіністами стають найбільші землевласники держави — Радзивіли, Сапіги, Ходкевичі, Вишневецькі та інші впливові роди. Осередком кальвінізму у Великому князівстві Литовському стало місто Берестя, де місцевий староста магнат Микола Радзивілл Чорний заснував кальвіністську громаду, а потім і велику друкарню. Потім громади з'явилися у Вітебську, Клецьку, Мінську, Несвіжі, Полоцьку та інших містах. 1557 року у Вільні відбувся з'їзд литовських протестантів під головуванням Миколи Радзивілла Чорного, який ухвалив рішення про створення єдиної деномінації на чолі з суперінтендантом. Завдяки широкому фінансуванню з боку магнатерії відкривалися кальвіністські школи і друкарні. 1617 року відкрито кальвіністську Слуцька гімназія.

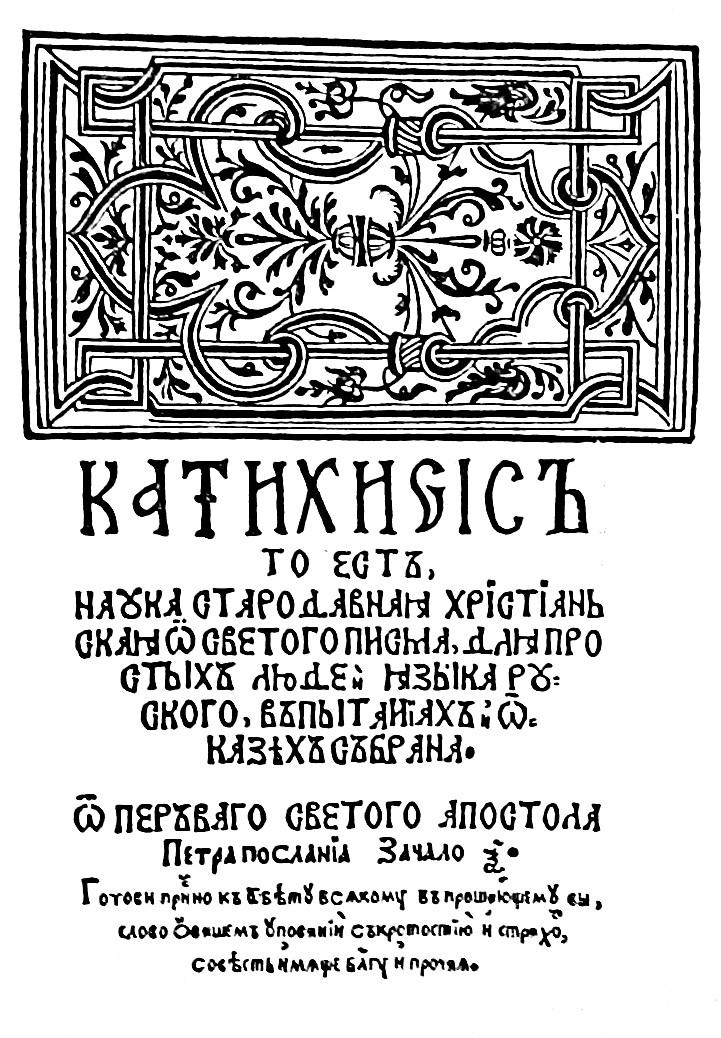
Катехізис Симона Будного. Несвіж, 1562 рік

Особливістю розвитку протестантського руху у Великому князівстві Литовському став його швидкий перехід до більш радикальних форм — антитринітаризму, що вилився в активний і сильний социніанський рух . Громади социніан існували у Вільні, Новогрудку, Любчі та багатьох інших містах. Найвпливовішим прихильником цього раціоналістичного вчення був магнат Ян Кишка, каштелян віленський. Уже в середині 50-х років XVI століття між прихильниками кальвінізму і прихильниками більш радикальних социніанських поглядів намітилися розбіжності, які вилилися в створення самостійної громади польських братів, членів якої зазвичай називали аріанами. Серед відомих социніанських мислителів і проповідників виділяють Петра з Гоньондза, Симона Будного, Яна Ліцинія Намисловського і Василя Тяпинського .
У другій половині XVI століття починається активна боротьба католицької церкви з протестантизмом. Контрреформація поширилася й у Великому князівстві Литовському, основними її провідниками були єзуїти, котрі здобули державну підтримку. Протестантський рух поступово згасає, магнатерія поступово повертається в католицизм, тоді як серед нижчого стану протестантські ідеї були не надто популярні й раніше. Особливо жорстких гонінь зазнали антитринітарії — дійшло до того, що 1647 року їхні школи було закрито, а 1658—1660 роках прихильників цієї течії вигнано з Великого князівства Литовського, після чого вони стали називатися унітаріями. Проте, громади інших протестантських церков продовжували існувати.

## Уніатство

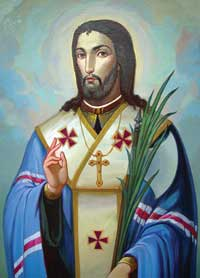
Архієпископ Полоцький Йосафат Кунцевич, убитий під час Вітебського повстання 1623 року і зарахований 1867 року до лику святих

Уніатську церкву створено у Великому князівстві Литовському внаслідок Брестської церковної унії 1596 року, за якою православна церква організаційно об'єднувалася з католицькою церквою на умовах прийняття католицької догматики, підпорядкування Папі Римському, але за збереження православної обрядовості. Спроби об'єднання церков робилися й раніше, так акт Флорентійської унії 1439 року підписав митрополит Ісидор від імені Київської митрополії, однак унію не прийняли народ і духівництво.
Значна частина єпископів Київської митрополії на чолі з митрополитом Михайлом Рагозою підтримали Берестейську унію, внаслідок чого митрополію було підпорядковано Папі Римському, зумівши зберегти всі єпархії в своєму складі. Разом з тим противники унії зберегли й православну церковну організацію, що зумовило паралельне існування двох Київських митрополій: греко-католицької і православної. Протести православних проти переведення церков і монастирів в унію виражалися у формі літературної полеміки, дебатів на сеймах, братського руху, а також відкритих виступів аж до повстань, серед яких виділяють Могильовське 1618 року і Вітебське 1623 року. У свою чергу уніати для збільшення впливу серед населення створили власну систему навчальних закладів та церковних братств, активно брали участь у літературній полеміці, займалися книговиданням, але при цьому переведення населення в унію зберігало насильницький характер.
В цілому уніатська церква мала державну підтримку, хоча й розглядалася як другорядна, про що свідчило зокрема невключення найбільших уніатських ієрархів до складу сенату. Весь час існування уніатської церкви тривало переведення уніатів у римо-католицтво, попри затверджений папою декрет Конгрегації пропаганди віри від 1624 року і протести греко-католицького духовенства.

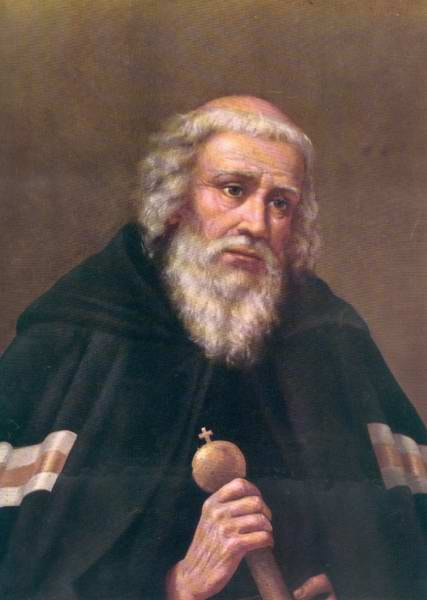
Митрополит Київський Йосиф Рутський

Поступово авторитет уніатської церкви зростав, чому сприяло створення ордену василіан, а також перехід у греко-католицтво Мелетія Смотрицького. В літургії уніатська церква використовувала старослов'янську і західноруську письмову мова. Від 1630-х років до унії стала схилятися шляхта. У 1630-х роках митрополит Йосиф Рутський робив спробу створення об'єднаного уніатсько-православного Київського патріархату, однак проєкт виявився невдалим. Незважаючи на зусилля з поширення унії, 1647 року в Речі Посполитій налічувалося близько 4 тисяч уніатських і понад 13,5 тисяч православних парафій.
Під час Московсько-польської війни 1654—1667 років на зайнятих російськими військами територіях унія виявилася під забороною. Після Андрусівського перемир'я 1667 року керівні кола Речі Посполитої різко посилили підтримку унії. Ще більшою мірою зростанню її привабливості в очах шляхти сприяло підпорядкування Київської православної митрополії Московському патріархату 1688 року, що означало втрату самостійності православної церкви Речі Посполитої і повне її підпорядкування інтересам Росії, супротивника в недавній війні. Особливо підтримка уніатської церкви й одночасно тиск на православну з боку центральної влади зросли за правління Яна Собеського. 1692 року унію прийняла Перемишльська єпархія, 1700 — Львівська, 1702 — Луцька. В цей же час уніатське населення Речі Посполитої перевищило православне.
У XVIII столітті почалася поступова латинізація уніатської церкви, виражена в перейманні латинського обряду, що суперечило умовам Брестського собору 1569 року. Провідниками латинізації були васіліяни, що походили переважно з польсько-католицьких родин. Особливе значення мав проведений 1720 року Замойський собор, який ухвалив уніфікувати богослужіння, прийнявши літургійні книги, схвалені папською владою і відмовившись від використання некатолицьких видань. Після 1720 року в уніатстві намітилося дві течії: прихильники першої прагнули до запозичення римсько-католицьких традицій, другого — до збереження власних західноруських православних традицій і чистоти обряду.
На час поділів Речі Посполитої греко-католицька церква налічувала на території держави 8 єпархій з 9300 парафіями, 10 300 священиками та 4,5 мільйонами парафіян (тоді як все населення Речі Посполитої становило 12,3 мільйонів осіб). Крім того, уніатській церкві належало 172 монастирі з 1458 ченцями.

## Юдаїзм

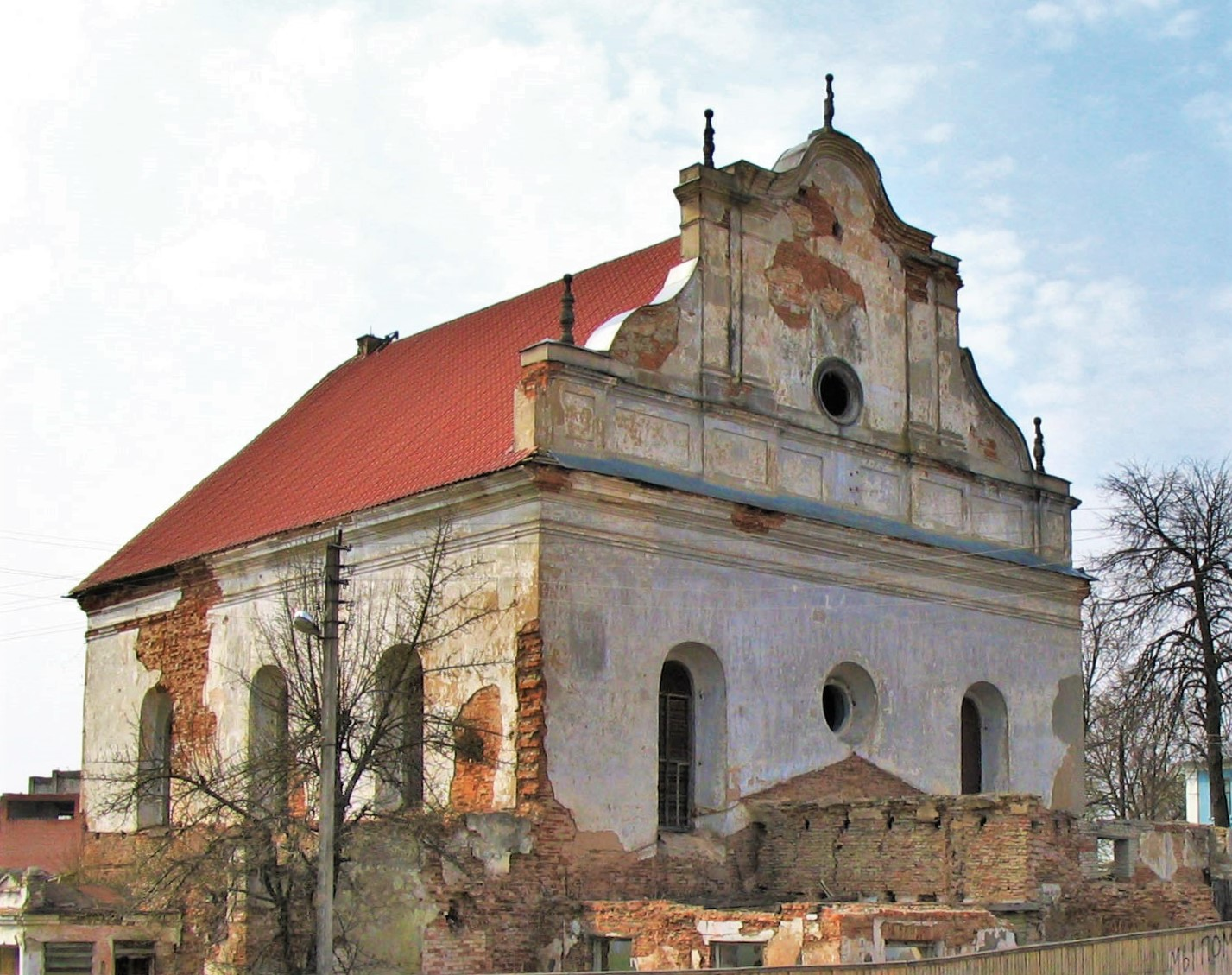
Синагога в Слонімі, побудована 1642 року

Першим документом, що свідчить про проживання євреїв, а отже й існування юдаїзму у Великому князівстві Литовському, відноситься до 24 червня 1388 року, коли великий князь литовський Вітовт з метою заохочення подальшого переселення євреїв видав у Луцьку привілей єврейській громаді міста Берестя. Привілей, що встановлює принципи проживання євреїв у всій державі, схожий з документом, який видав князь Болеслав Каліський 1264 року. Згідно з цим документом, за вбивство єврея належало таке ж покарання, як і за вбивство шляхтича. Євреям дозволялося вільне виконання обрядів, а також дозволялося займатися майновими і заставними операціями. Під заставу дозволялося брати будь-які речі, крім християнського релігійного начиння і «закривавлених» (знятих з убитого) речей. Крім того, дотримуючись декретів римських пап, Вітовт у цьому документі забороняв звинувачувати євреїв у вживанні християнської крові. Було встановлено й основи автономії єврейської громади.
18 червня 1389 року Вітовт видав привілей євреям Гродно. Цей документ встановлював межі поселень єврейської громади, звільняв від податків синагогу і цвинтарі, а також регулював торговельні відносини в місті. Подібні привілеї отримали також єврейські громади Луцька, Трок і Володимира-Волинського.
На східних землях Великого князівства Литовського євреї почали селитися з XVI століття. Юдеї складали суттєву частину населення міст і містечок, у кожному з них було побудовано дерев'яні або кам'яні синагоги, в деяких містах синагог було по декілька. Крім синагог будувалися й невеликі молитовні будинки.

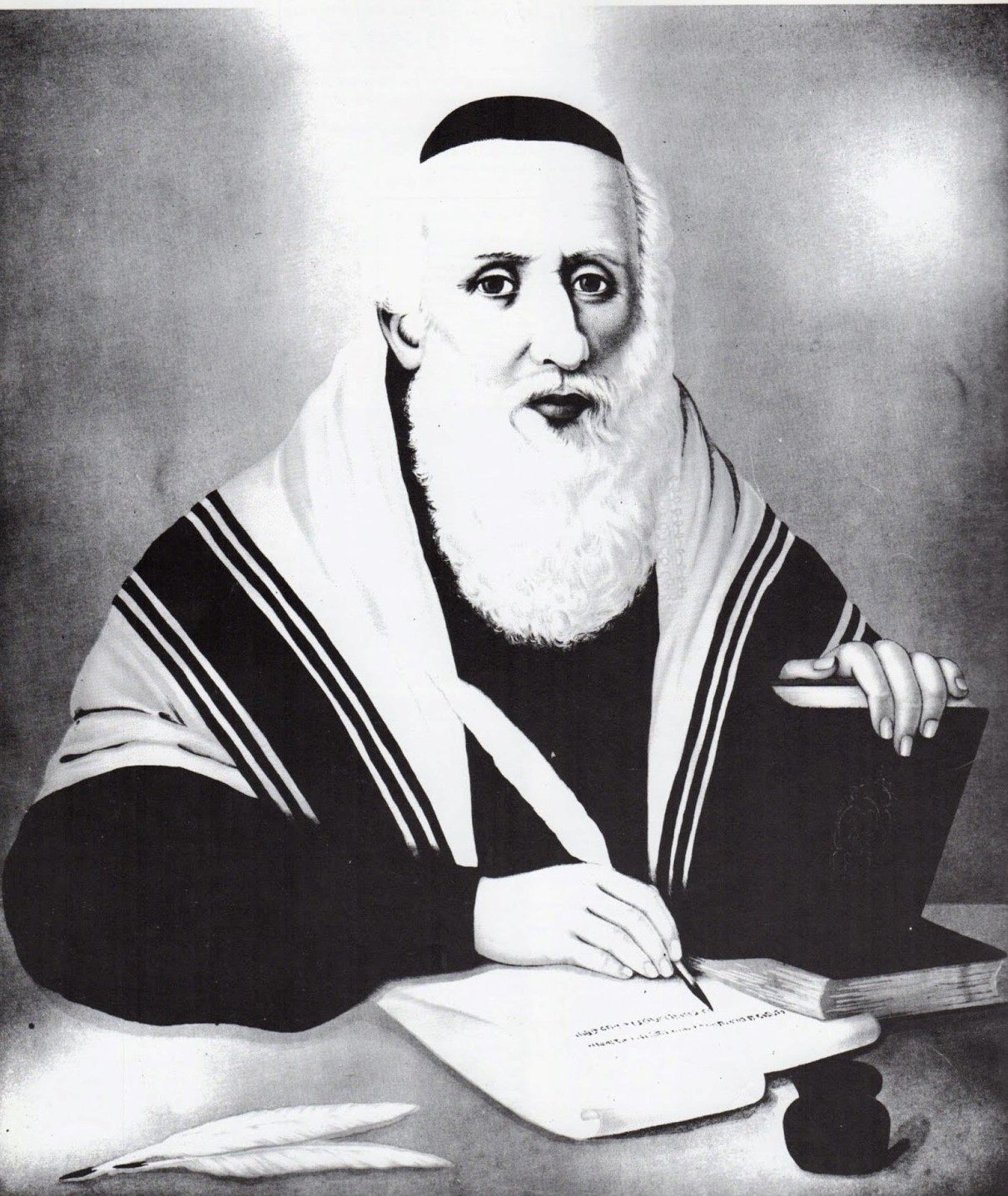
Еліяху бен Шломо Залман (Віленський гаон)

Юдейські громади Великого князівства Литовського мали внутрішнє самоврядування. Рабинів, які виконували релігійні функції, обирали члени громади. В документах рабинів нерідко називали докторами, а культові установи — школами. Рабини також очолювали релігійні школи — єшиви, судові органи громади, входили до керівництва громадою та виконували інші адміністративні функції. Верховним органом єврейського самоврядування у Великому князівстві Литовському був Литовський ваад, до якого входили обрані представники округів, що складалися з окремих громад певної області.
1514 року великий князь Сигізмунд видав привілей представнику берестейської громади Михею Юзефовичу, за яким той отримував широкі права глави всіх єврейських громад держави, особливо це стосувалося судових та соціально-економічних питань. У XVIII столітті з Волині проникло хасидське вчення, згідно з яким лідерів громад цадиків сприймали як посередників між Богом та іншими членами громади.
Юдаїзм особливого толку сповідували караїми, центром проживання яких у Великому князівстві Литовському були Троки. Релігійні функції в громадах караїмів виконували газзани, які спиралися на біблійні традиції. В XVI столітті в Троках жив відомий караїмський теолог і письменник Іцхак бен Авраам, чия праця «Хіззук Емуна» («Фортеця віри»), написана 1593 року, була добре відомою в Європі.

## Іслам
Іслам (сунітського толку) у Великому князівстві Литовському сповідувало татарське населення, яке вперше з'явилося на цих землях, ймовірно, в XIII столітті, проте в той час татари ще дотримувалися язичницьких традицій. Масове проникнення татар-мусульман почалося в кінці XIV століття, коли їх запросив на військову службу великий князь литовський Вітовт. У XV—XVI століттях великі татарські громади існували в селах Лукишки і Сорок Татар біля Вільни, Некрашунцях біля Воронова, Троках, Новогрудку і низці містечок. Татарські парафії (джамаати) формувалися навколо мечетей і очолювалися муллами, які, крім релігійних, здійснювали також судово-адміністративні функції, вели метрики. На службу вірян скликали муедзини, які також читали молитви. Деякі судові функції належали каді, який був головним ісламським суддею Великого князівства Литовського. Всього в XVI—XVIII століттях на території держави діяло близько 20 мечетей.
Богослужіння здійснювалося арабською мовою, тоді як проповіді читалися по тюркськи, а пізніше й на місцевому діалекті. У XVI—XVIII століттях деякі татарські релігійні книги писалися арабським письмом західноруською і польською мовами. Мулли зазвичай були не місцевого походження, а прибували з Орди або Криму, деякі проходили навчання в Туреччині.
1569 року на Люблінському сеймі було підтверджено права татар на будівництво мечетей і підготовку духовенства за кордоном. Для обмеження впливу Османської імперії на литовських татар 1672 року король Ян Собеський заборонив їм виконувати фетви османського султана, який одночасно був халіфом — духовним лідером мусульман.